# Harda
Harda è una suddivisione dell'India, classificata come Municipalità (Municipality), di 61.712 abitanti, capoluogo del distretto di Harda, nello stato federato del Madhya Pradesh. In base al numero di abitanti la città rientra nella classe II (da 50.000 a 99.999 persone).

## Geografia fisica
La città è situata a 22° 19' 60 N e 77° 5' 60 E e ha un'altitudine di 295 m s.l.m..

## Società

### Evoluzione demografica
Al censimento del 2001 la popolazione di Harda assommava a 61.712 persone, delle quali 32.398 maschi e 29.314 femmine. I bambini di età inferiore o uguale ai sei anni assommavano a 8.496, dei quali 4.435 maschi e 4.061 femmine. Infine, coloro che erano in grado di saper almeno leggere e scrivere erano 45.394, dei quali 25.827 maschi e 19.567 femmine.